# Варандінья (пляж)
Варандінья (порт. Praia da Varandinha) — пляж на південно-західному узбережжі острова Боа-Вішта в Кабо-Верде. Він лежить на північ від узбережжя Понта Варандінья. Пляж є частиною природоохоронного заповідника Морру-де-Арейя.